# Балканская латынь

Балканская латынь (дако-мизийская латынь) — один из региональных вариантов народной латыни, развившийся в северной части Балканского полуострова в III—VI веках н.э. Ядром формирования балканской латыни стали романизованные провинции Дакия и Мёзия, отчасти также Древняя Македония. Несмотря на многочисленные споры о месте этногенеза румынского народа, носители балканской латыни, по-видимому, сохранялись по обоим берегам Дуная, в том числе и в Римской Дакии (ныне Трансильвания), которую римская администрация покинула в 271 году. О сохранении романоязычного населения в Карпатах свидетельствует найденный «Бьертанский дар» IV века н. э. с надписью на латыни. Также одним из самых ранних письменных свидетельств сохранения латыни на Балканах стала знаменитая фраза «Torna, torna fratre» (букв. перевод.: «Поворачивай, поворачивай, брат»), зафиксированная греческими военными хронистами в 587 году. Балканская латынь легла в основу современных восточно-романских языков. Но некоторые её черты были утрачены в ходе контактов носителей с иноязычными народами, в первую очередь со славянами.
Терминами «балканская латынь» и «балкано-романский язык» обозначают не один (прото)язык, а разные языковые варианты, развивавшиеся в разных условиях.

## Характеристика
Балканская латынь во многом обнаруживала те же тенденции, что и другие народно-латинские варианты (замена количественных различий гласных качественными, общие лексические сдвиги и др.). Особенностью дако-балканской латыни, однако, является сохранение различий между латинской долгой o (ō) и краткой у (ŭ). Также балканская латынь имела сильный автохтонный субстрат гето-дако-иллирийского происхождения. Субстратом объясняется переход латинского интервокального л > р (caelum > чер), наличие ряда автохтонных лексем (мош, чоарэ, копак, брад, копил и др.). Но всё же до конца V века балканская латынь, в том числе и регионы к северу от Дуная, сохраняли лингвистические контакты с западно-романским ареалом и другими балкано-романскими ареалами.
Кроме балканской латыни Дакии и Мёзии, латинская речь которых обычно и подразумевается, когда употребляется данный термин, необходимо также упомянуть балканскую латынь адриатического побережья, носители которой не донесли её до наших дней, подвергшись славянизации.
Северная часть ареала адриатической латыни со временем эволюционировала в далматинский язык (весьма архаичный и своеобразный), который исчез в XIX веке. Южная же постепенно растворилась среди носителей албанского языка, оставив в нём значительные следы.
Помимо этого, в бывшей римской провинции Паннония, в районе озера Балатон (совр. Венгрия), до пришествия славян сохранялась так называемая Кестельская культура романизованного населения, и, по-видимому, имел распространение панноно-романский язык.

## Эволюция
После массового переселения славян на Балканский полуостров в VI—VIII веках н. э., балканская латынь утрачивает связь с западно-романским ареалом. Языки-мосты, связывашие её с Италией, при этом быстро исчезают (далматинский, панноно-романский и др.) в ходе славянизации. Восточно-романский ареал со всех сторон оказывается окружён носителями славянских языков (болгары, сербы, тиверцы, словаки, русины, моравы). Латинская письменность утрачивается, на смену ей приходят кириллица и церковнославянский язык, сопровождающий православные обряды валахов. Асимметричное славяно-романское двуязычие VII—XI веков приводит к качественно новым сдвигам в балканской латыни (развитие палатализации, йотизации, массовых лексических заимствований и др.). Наступает новый этап её развития: проторумынский язык. При этом многие историки-латинисты, особенно последователи так называемой Трансильванской школы, не делают различий между балканской латынью и проторумынским языком, игнорируя таким образом немалый вклад славянских языков в развитие румынского.
Балканская латынь развилась со временем в восточно-романские языки:
- северодунайская подгруппа — румынский, молдавский, истрорумынский;
- южнодунайская подгруппа — арумынский (с фаршеротским), меглено-романский.